# 赤坂村 (広島県)
赤坂村（あかさかむら）は、広島県沼隈郡にあった村。現在の福山市赤坂町にあたる。

## 地理
- 河川：河手川[2]

## 歴史
- 1889年（明治22年）4月1日、町村制の施行により、沼隈郡早戸村、赤坂村が合併して村制施行し、赤坂村が発足[1][2]。
- 1956年（昭和31年）9月30日、福山市に編入され廃止[1][2]。

### 地名の由来
次の諸説あり。
1. 赤坂は赤迫の意味で、当地の土壌が赤土であるため。
2. 備前赤坂郡あるいは河内赤坂郡からの移住者が開発した地であるため。

## 産業
- 農業、養蚕、藺草[2]

### 鉱山
- 勝負銅山

## 交通

### 鉄道
- 1892年（明治25年）山陽鉄道（現山陽本線）福山～尾道間開通[2]。1916年（大正5年）水越停車場開設[2]。1918年（大正7年）備後赤坂駅に改称[2]。